# Пітер Бак
Пітер Лоренс Бак (англ. Peter Lawrence Buck);нар. 6 грудня 1956, Берклі, Каліфорнія) — музикант, насамперед відомий як співзасновник та провідний гітарист гурту R.E.M..

## Життєпис
Пітер Бак народився 6 грудня 1956 року в Берклі, Каліфорнія. Проживши деякий час у Лос-Анжелесі та Сан-Франциско, його сім'я переїхала до Атланти, Джорджія. У 1975 році Пітер Бак з відзнакою закінчив Крествудську школу та вступив до Університету Еморі у Атланті. Але був відрахований. Потім він перебрався у Атенс, Джорджія, де вступив до Університету Джорджії. Підробляючи у крамниці «Wuxtry Records store», він познайомився з постійним клієнтом і майбутнім учасником рок-гурту Майклом Стайпом, а також з майбутнім менеджером «R.E.M.» Бертісом Довсом.

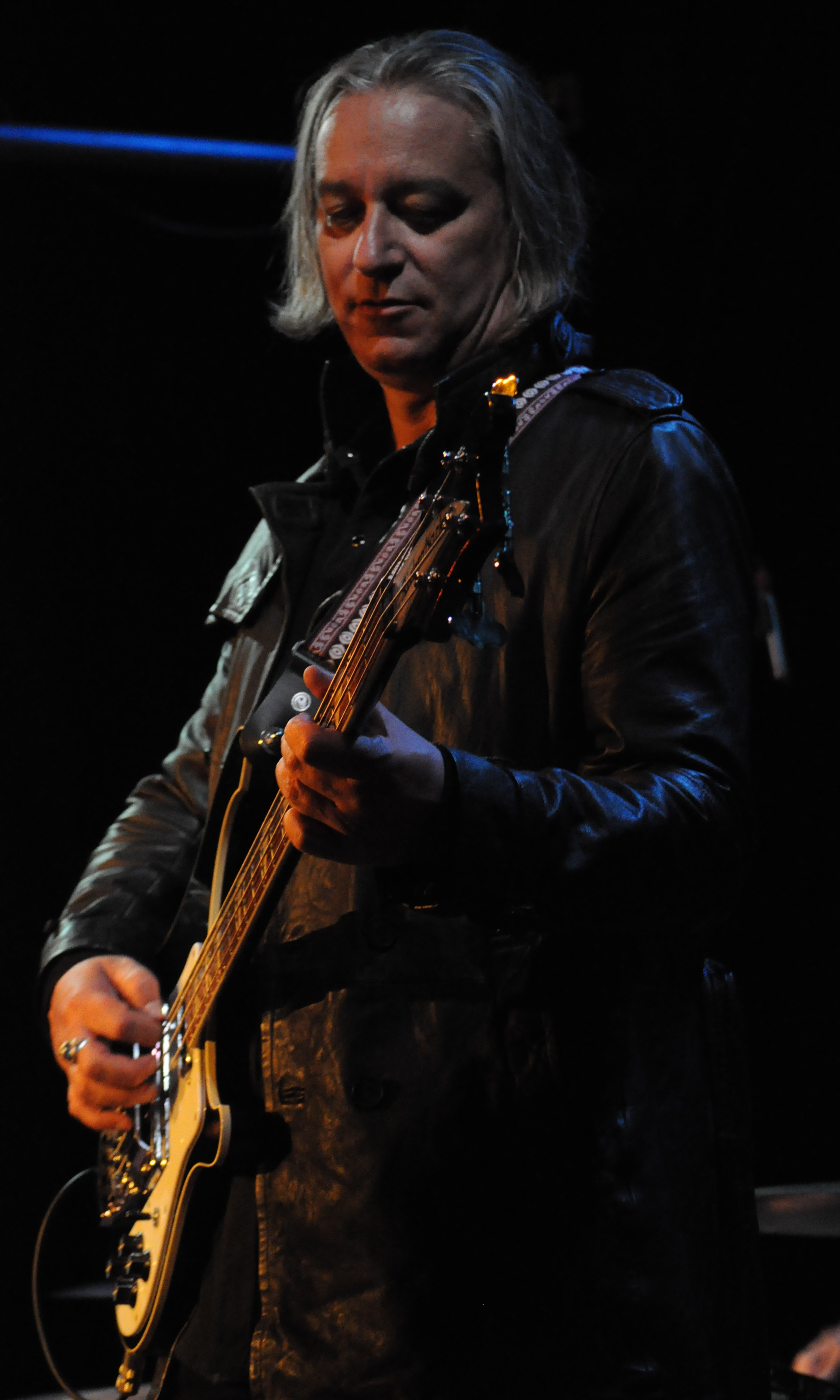
Пітер Бак під час виступу в Сіетлі, штат Вашингтон. 2011 рік

Бак був засновником «R.E.M.» і офіційним членом таких гуртів як: «Hindu Love Gods», «The Minus 5», «Tuatara», «The Baseball Project» і «Robyn Hitchcock and Venus 3», кожен з яких випустила як мінімум по одному альбому.
У 1987 році Пітер Бак, Майк Міллз, Білл Беррі і Ворен Зевон створили гурт «Hindu Love Gods» та записали свій перший альбом. В цей же час майбутні учасники групи «REM» разом з Zevon записували треки для альбому Зевона «Sentimental Hygiene». «Hindu Love Gods» - це одна з назв, під яким все ще виступають учасники рок-гурту в Атенс.
Бак також відомий енциклопедичним знанням музики. У його особистій колекції 10 000 вінілових пластинок, 6 000 LPs пластинок і 4 000 компакт-дисків.
У Пітера свій стиль гри на гітарі. З одного боку, він простий, а з іншого, є в ньому щось особливе, те, що відрізняє його від інших музикантів та допомагає створювати цікаві і запам'ятовуючі треки. Найулюбленіші гітари Пітера — фірми «Rickenbacker», чорна, 360 моделі та Gibson Les Paul. Він також експериментував з іншими інструментами (мандоліна, банджо, синтезатор, контрабас, цимбали).
Бак продюсує багато гуртів, в тому числі: «Uncle Tupelo», «Dreams So Real», «The Fleshtones», «Charlie Pickett», «The Feelies». Він також зробив вклад у альбоми музикантів: «The Replacements», Біллі Бреґґ, Робін Гічкок, «Eels». У 1992 році Бак разом з поетом-піснярем Марком Гадом були продюсерами альбому «Vigilantes of Love» групи «Killing Floor». У 1997 році Пітер писав тексти та продюсував альбом Марка Ейтцеля «West». 
У жовтні 2005 він організували гурт під назвою «Slow Music». Його голос можна почути на одній з пісень «R.E.M»: «I Went With Zombi» з альбому Roky Erickson «Where the Pyramid Meets the Eye». У 2006 році Бак зробив турне як провідний гітарист «Robyn Hitchcock and Venus 3». У 2008 році Бак був басистом у новому гурті «The Baseball Project».
Під час турне 9 вересня 2008 року було вкрадено улюблена і підписана Баком гітара «Rickenbacker», на якій він грав з 1982 року. 18 вересня вона була повернута анонімно.

## Особисте життя
Зараз Бак мешкає в Сіетлі, штат Вашингтон, на відміну від двох інших учасників групи Майк Міллз і Майкл Стайп, які все ще живуть у Атенс. Пітер був двічі одружений. Від шлюбу з Стефані Дорґан у нього дві дівчинки-близнючки: Зельда та Зоуї.
Пітер Бак одружився зі своєю третьою дружиною, Хлоєю Джонсон, 1 червня 2013 року в місті Портленд, штат Орегон.

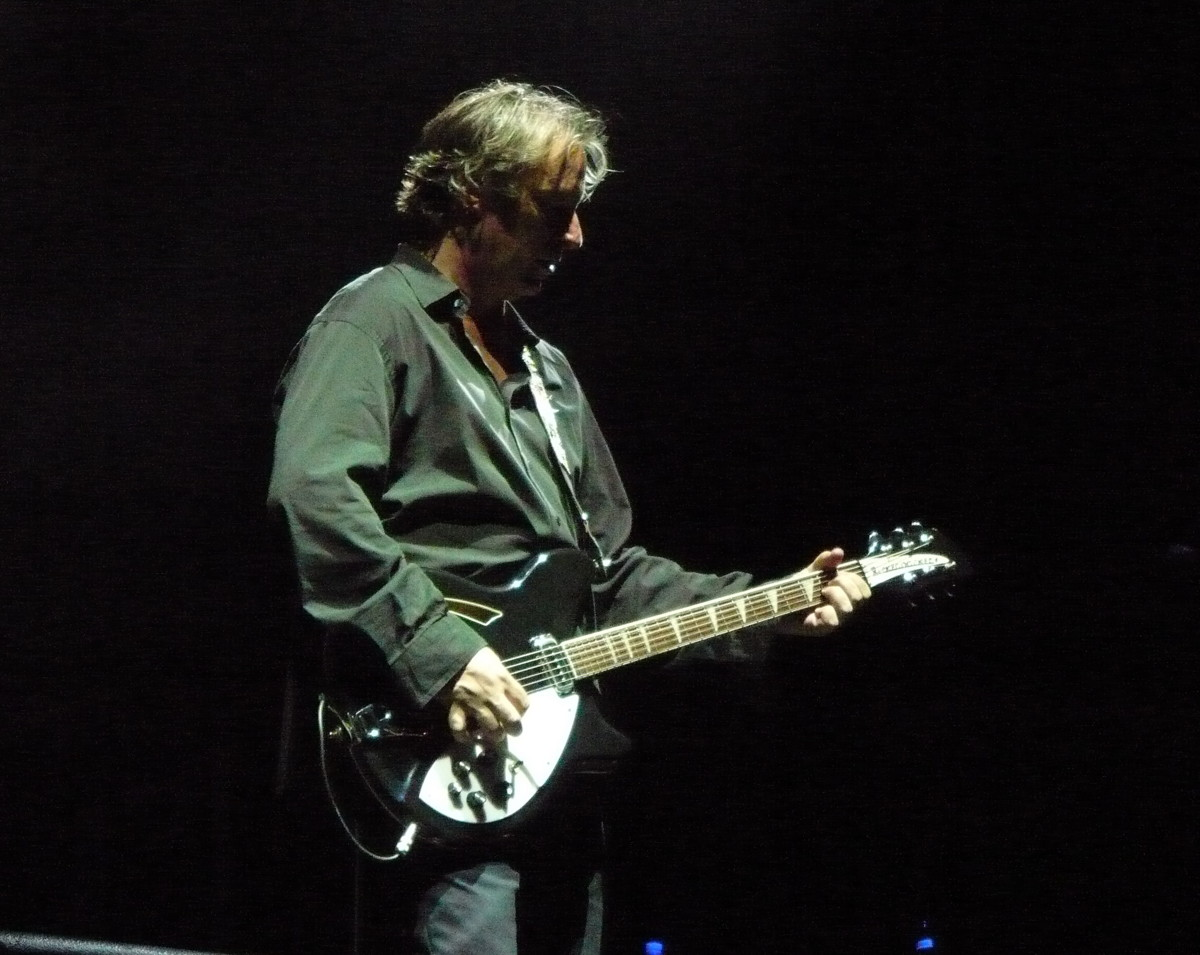
Бак під час виступу в Неаполі, 2008

## Дискографія

### R.E.M.
- 1983 — «Murmur»
- 1984 — «Reckoning»
- 1985 — «Fables of the Reconstruction»
- 1986 — «Lifes Rich Pageant»
- 1987 — «Document»
- 1988 — «Green»
- 1991 — «Out of Time»
- 1992 — «Automatic for the People»
- 1994 — «Monster»
- 1996 — «New Adventures in Hi-Fi»
- 1998 — «Up»
- 2001 — «Reveal»
- 2004 — «Around the Sun»
- 2008 — «Accelerate»

### Eels
- 2005 — «Blinking Lights and Other Revelations»